# PZL.50 Jastrząb
Il PZL.50 Jastrząb era un aereo da caccia ad ala bassa sviluppato dall'azienda polacca Państwowe Zakłady Lotnicze (PZL) nei tardi anni trenta e rimasto allo stadio di prototipo.
Destinato ad equipaggiare i reparti da caccia della Polska Lotnictwo Wojskove, componente aerea dell'esercito polacco, nel ruolo di intercettore non riuscì a superare la prima fase di sviluppo a causa dell'invasione tedesca.

## Storia del progetto
Nella prima metà degli anni trenta la Brigata Caccia Eskadra Mysliwska della Polska Lotnictwo Wojskove era equipaggiata con il moderno caccia PZL P.11, un monoplano ad ala alta a gabbiano, di costruzione completamente metallica, e con il più anziano PZL P.7. Il P.11 era l'ultimo di una famiglia di aerei da combattimento disegnati dall'ingegner Zygmunt Puławski. Verso la fine degli anni trenta questi caccia erano ormai obsoleti, anche alla luce di quanto incominciava ad essere prodotto all'estero.
A quel tempo in Polonia non c'era nessun caccia moderno in corso di sviluppo, l'unico velivolo progettato in quel periodo fu il PZL P.24, una moderna variante da esportazione del P.11.
Dalla metà degli anni trenta il Comando dell'Aeronautica Militare polacca (Polska Lotnictwo Wojskove), retto dal generale Ludomił Rayski, mise le basi per un riequipaggiamento generale dell'aviazione militare. I primi due programmi avviati furono quelli relativi al cacciabombardiere pesante bimotore PZL.38 Wilk e al caccia leggero monoplano ad ala bassa PZL.39/LWS -4.
Dotato di un appropriato disegno, il PZL.38 Wilk ebbe svariati problemi legati all'impianto propulsivo, mentre le prestazioni valutate per il PZL.39 risultarono insufficienti (velocità massima di 400 km/h). Entrambi questi programmi vennero annullati.
L'esperienza dei primi tempi della guerra civile spagnola dimostrò che i futuri combattimenti tra caccia erano destinati ai moderni velivoli monoplani monomotori. Divenne evidente che la Polska Lotnictwo Wojskove, per la difesa del paese, aveva bisogno di un moderno aereo intercettore. Dopo la XVII riunione del Comitato per gli Armamenti (KSUS), tenutasi nell'ottobre 1936, venne finalmente sottoposta all'industria, una specifica per tale tipo di velivolo. Nel tardo 1936 il K.S.U.S. ordinò al capo progettista della PZL, ingegner Wsiewołod Jakimiuk, uno dei disegnatori del caccia PZL P.11, di abbandonare il lavoro sull'aereo di linea per il trasporto passeggeri PZL.44 Wicher, e di avviare la progettazione di un moderno caccia monomotore, con carrello retrattile, dotato di velocità massima pari a 500 km/h.
Per il propulsore destinato al nuovo aereo, Rayski selezionò il radiale britannico Bristol Mercury VIII erogante 840 hp. La PZL aveva già fabbricato su licenza la versione Mercury V del propulsore Bristol e inoltre, più tardi, sarebbe stata capace di riattrezzare le linee di produzione con un motore prodotto in Polonia. La scelta di un propulsore di produzione nazionale era una delle considerazioni primarie nel progetto del nuovo aereo. Comunque questa scelta, secondo alcuni storici, rallentò l'intero programma di sviluppo di almeno due anni.
Il progetto relativo al caccia PZL.50 (o secondo alcune fonti PZL P.50), designato (Falco), venne avviato nel tardo 1936. Il disegno preliminare fu accettato dal Comando della Polska Lotnictwo Wojskove nel 1937, e furono subito ordinati due prototipi.
L'aereo disegnato dal progettista Wsiewołod Jakimiuk era un caccia monoplano, con cellula interamente in lega leggera, ala bassa divisa in tre sezioni dotata di alule automatiche Handley Page sul bordo d'attacco alare ed ipersostentatori a spacco su quello d'uscita. L'abitacolo era chiuso da una capottina ed il pilota disponeva di una radio. Il velivolo era dotato di un propulsore radiale Bristol Mercury VIII raffreddato ad aria, erogante 810-840 CV, costruito su licenza nello stabilimento PZL di Okecie-Paluch, presso Varsavia. L'armamento inizialmente previsto si basava su quattro mitragliatrici PWU wz.36 calibro 7,92 mm posizionate alla radice del tronco esterno delle semiali.

## Tecnica

### Struttura
Monoplano con ala bassa a gabbiano, divisa in tre sezioni, dotata di alule automatiche Handley-Page sul bordo d'attacco ed ipersostentatori a spacco su quello d'uscita. La cellula era interamente costruita in lega leggera. Il carrello d'atterraggio era triciclo posteriore, interamente retrattile, con ruotino di coda, che venne progettato dalla ditta inglese Dowty e costruito su licenza dalla Avia SA. Monoposto, dotato di abitacolo chiuso da una capottina, con il pilota disponeva che disponeva di apparecchiatura radio ricetrasmittente.

### Motore
L'aereo era equipaggiato con un motore radiale Bristol Mercury VIII, un 9 cilindri posti su una singola fila raffreddati ad aria in grado di esprimere una potenza di 810-840 hp.

### Armamento
L'armamento previsto si basava su quattro mitragliatrici PWU wz.36 calibro 7,92 mm posizionate alla radice del tronco esterno delle semiali.

## Impiego operativo
Alla costruzione del prototipo, in conseguenza del rapido deteriorarsi della situazione politica europea, fu assegnata la massima priorità. La PZL ricevette, sulla carta, un ordine per 300 esemplari, dei quali i primi 150 dovevano essere PZL.50 Jastrząb A corrispondenti alla descrizione precedente, mentre i successivi 150 dovevano essere PZL.50 Jastrząb B equipaggiati con il propulsore radiale Gnome-Rhône 14Kirs da 870 CV e disporre di armamento potenziato, incrementato con due cannoni Oerlikon da 20 mm ed una bomba da 300 kg (secondo fonti diverse da 100 kg).
Nel giugno 1938 furono ordinati alla PZL 300 esemplari del propulsore Mercury VIII, con consegna del primo esemplare prodotto su licenza nel giugno 1939. Il motore per il primo prototipo fu importato direttamente dalla Gran Bretagna e installato sul velivolo nel settembre 1938. Il primo prototipo era quasi pronto nel mese di ottobre, ma il suo completamento fu differito dal mancanza del carrello retrattile, consegnato in ritardo dalla ditta inglese Dowty.
Il primo prototipo, indicato anche come PZL.50/I, avrebbe dovuto effettuare il primo volo nel settembre del 1938, con inizio delle consegne esattamente un anno dopo, ma esso poté effettuare il primo volo solamente nel febbraio 1939, nelle mani del collaudatore Jerzy Widawski.
Nonostante lo sviluppo dell'aereo fosse coperto dal massimo segreto, il 27 dello stesso mese il prototipo fu mostrato in forma statica al Ministro degli Esteri italiano, Conte Galeazzo Ciano. Le prove di volo furono effettuate principalmente dal collaudatore Bolesław Orliński, ma molti altri piloti volarono con il prototipo. L'aereo, equipaggiato con il previsto propulsore radiale Bristol Mercury VIII da 840 hp, raggiunse una velocità massima stimata tra i 420 ed i 430 km/h. Il prototipo, anche senza l'armamento e radio installati, risultò del tutto sottopotenziato, con prestazioni rilevate assai inferiori alle specifiche imposte dalla Polska Lotnictwo Wojskove. La velocità massima dell'aereo risultava di 400 km/h, mentre l'autonomia arrivava a 750 km, inoltre la velocità di salita e la manovrabilità erano totalmente insufficienti. Dopo aver apportato alcune modifiche all'impennaggio di coda, la manovrabilità divenne soddisfacente. Il propulsore Bristol Mercury VIII di produzione nazionale lamentò problemi alla distribuzione a causa della presa d'aria del carburatore, e fu sostituito da un esemplare originale inglese. Inoltre venne migliorato il rapporto di carburazione, ottenendo così qualche miglioramento delle prestazioni, con la velocità massima che arrivò a 442 km/h. I piloti collaudatori, tuttavia, continuarono sempre a lamentarsi della scarsa potenza propulsiva installata sull'aereo. Anche se equipaggiato con un motore migliore alcuni osservatori stimarono che un esemplare di produzione avrebbe raggiunto al massimo la velocità di 470 km/h.
Nel mese di aprile del 1939 il nuovo comandante dell'aviazione, generale Kalkus, e l'Ispettore Generale della Difesa Aerea Józef Zając decisero che il progetto PZL.50 non raggiungeva i suoi obiettivi per cui ordinarono alla fabbrica costruttrice di continuare a svilupparlo ulteriormente, con la realizzazione di una versione migliorata del velivolo. La produzione iniziale venne limitata ad una serie di 25-30 degli aeromobili inizialmente ordinati, designati PZL.50 Jastrząb A.
I velivoli prodotti in serie avrebbero incorporato un diverso tettuccio ed una carenatura nella parte ventrale della fusoliera, con l'aumento della superficie alare da 15,8 a 19 m².
In attesa del nuovo aereo, per riequipaggiare i reparti furono urgentemente ordinati in Francia 160 caccia Morane-Saulnier MS.406 e 10 caccia Hawker Hurricane Mk.I in Inghilterra. In più, come misura provvisoria, venne decisa la produzione di 100 nuovi caccia PZL P.11g Kobuz ottenuti dall'installazione, sulla cellula del PZL P.11c, del motore Bristol Mercury VIII.
Sul secondo prototipo, designato PZL.50/II Jastrząb, venne scelto di installare un moderno propulsore della potenza di 1 200-1 400 hp. Inizialmente si pensò di ricorrere al motore francese Gnome-et-Rhône GR.14Kirs da 870 CV previsto per la seconda versione di serie, PZL.50Jastrząb B, ma apparve subito chiaro che il problema principale del velivolo era sempre l'insufficiente potenza installata, per cui furono considerate ulteriori alternative. Solamente nel 1939 venne acquistato, per il PZL.50/II, un propulsore Gnome-Rhône 14N21 da 1 100 hp, scelto anche per la versione PZL.50 Jastrząb B (velocità massima valutata 560 km/h). Inoltre la Polska Lotnictwo Wojskove pensò anche di ricorrere al motore radiale Bristol Taurus III o IV erogante 1 150 hp (velocità valutata 530–560 km/h). La PZL disponeva di un accordo di produzione su licenza piuttosto ampio con l'inglese Bristol, per cui si considerò anche l'adozione del propulsore Bristol Hercules da 1 375 hp e del nazionale PZL Waran da 1 200 CV (allora in corso di sviluppo). In attesa dell'effettiva disponibilità di questi radiali di grande potenza, venne contattata l'americana Pratt & Whitney per l'acquisto del Twin Wasp da 1 000 CV.
Il motore Gnome-Rhône 14N21 fu consegnato solamente nell'agosto 1939, mentre il più nuovo motore inglese Bristol Taurus fu disponibile per la consegna nei mesi di ottobre o novembre, ma lo scoppio della seconda guerra mondiale lo impedì. Da notare che l'iniziale sviluppo del propulsore Bristol Taurus fu molto problematico.
Per sperimentare l'installazione sulla cellula del PZL.50 di un propulsore in linea, già nel 1938 l'ingegner Wsiewołod Jakimiuk propose l'allestimento di un terzo prototipo, designato PZL.50/III, e successivamente PZL.56 Kania. Questo doveva essere dotato di motore Hispano-Suiza HS.12Y o HS.12Z, raffreddato a liquido. Il prototipo della nuova versione era ancora in costruzione al momento dell'attacco tedesco.
Allo scoppio della guerra con la Germania, il 1º settembre 1939, durante la campagna di Polonia erano disponibili solamente i primi due prototipi del PZL.50 (il secondo senza propulsore installato), mentre il terzo era in costruzione. In più erano disponibili parti costruite per i primi cinque esemplari della serie PZL.50 Jastrząb A. Sembra che il secondo prototipo non abbia, effettivamente, mai volato. La sua cellula era pronta alla data dell'attacco tedesco e si stava aspettando la consegna del propulsore per iniziare i collaudi in volo. Questo prototipo doveva essere il banco prova della prevista versione PZL.50 Jastrząb B dotata del propulsore nazionale PZL Waran. L'invasione tedesca e lo sfavorevole andamento delle sorti della guerra, impedirono ogni ulteriore sviluppo.
Secondo recenti studi sembra che fossero previsti un prototipo PZL.50 Jastrząb A con motore Bristol Mercury VIII, un PZL.50/II Jastrząb B con motore PZL Waran, Bristol Hercules o Gnome-Rhône 14N50, un PZL.50 Jastrząb B con motore Gnome-Rhône 14K, un PZL.50Jastrząb C con motore Pratt & Whitney R-1830 Twin Wasp, un PZL.56 Kania con motore Hispano-Suiza 12Y ed un PZL.54 Ryś con due motori Hispano-Suiza 12Z. Inoltre a quell'epoca lo studio tecnico della PZL diretto dall'ingegner Jerzy Dąbrowski, autore anche del bombardiere PZL.37 Łoś, stava già lavorando al successivo aereo da cacciaPZL.55. Quest'ultimo ebbe un poco noto sviluppo postbellico in Gran Bretagna, il Percival Gazelle.
Allo scoppio della seconda guerra mondiale, e con la conseguente invasione tedesca, il 2-3 settembre 1939 gli aerei incompleti vennero trasferiti dalla fabbrica WP-1 di Varsavia-Okeçie alle officine auto di via Czerniakowska, sempre a Varsavia, dove furono catturati dai tedeschi, e successivamente demoliti. Assieme ai prototipi del caccia PZL P.11g Kobuz e del cacciabombardiere PZL.46 Sum, il primo prototipo del PZL.50 venne evacuato verso est, con ai comandi il collaudatore Jerzy Widawski che lo portò in volò verso Leopoli il 6 settembre. Purtroppo l'aereo esaurì il combustibile e si schiantò durante un atterraggio di fortuna, nei pressi di Rawa Ruska.
A causa della segretezza che circondò sempre questo aereo, per oltre 65 anni il suo aspetto rimase solo parzialmente conosciuto sulla base dei frammenti di quattro fotografie del primo prototipo, realizzate nel corso della presentazione a Galeazzo Ciano, due delle quali sono riportate nel libro Polish Aircraft 1893-1939 di Jerzy B. Cynk. Questo libro contiene anche i disegni rappresentativi delle varie versioni dell'aereo. Inoltre, nel 2005, sono state scoperte un paio di fotografie che mostrano un aeromobile incompleto nelle officine di via Czerniakowska. Le fotografie, che sono state fatte dai soldati tedeschi e da un fotografo dilettante polacco, hanno reso possibile ricostruire l'autentico l'aspetto del PZL.50.

## Versioni
- PZL.50/I Jastrząb: un prototipo, dimostratore della versione P.50 Jastrzab A, dotato di propulsore radiale Bristol Mercury VIII raffreddato ad aria da 840 hp. Primo volo nel febbraio 1939. Caratteristiche tecniche: un motore radiale Bristol Mercury VIII raffreddato ad aria da 840 hp a 4 267 m; apertura alare 9,70 m; lunghezza 7,70 m; altezza 2,70 m; superficie alare 19,40 m²; peso a vuoto 1 700 kg, peso totale 2 500 kg; carico alare 129 kg/m²; rapporto peso:potenza 2,98 kg/CV; velocità massima di crociera 450 km/h a 4 300 m (500 km/h nella versione con propulsore Gnome-Rhône 14Kirs da 870 CV); velocità di salita iniziale 12 m/s; tempo di salita a 5 000 m: 7 minuti; raggio d'azione 340 km; autonomia 750 km; tangenza 7.500 m. Armamento su 4 mitragliatrici PWU wz.36 calibro 7,92 mm, installate nelle ali.
- PZL.50/II Jastrząb: un prototipo, dimostratore della versione P.50B Jastzrab B, dotato di un motore stellare Bristol Hercules da 1 375 hp. Successivamente si prevedeva di rimpiazzarlo con il radiale PZL Waran da 1 200 hp di produzione nazionale. L'armamento si basava su 2 cannoni alari Oerlikon MG FF da 20 mm e 2 mitragliatrici PWU wz.36 calibro 7,92 mm installate nel muso.
- PZL.50/III Jastrząb: terzo prototipo, non completato, dotato di propulsore nazionale PZL Waran da 1200 hp. Armamento su 2 cannoni alari da 20 mm e 2 mitragliatrici PWU wz.36 calibro 7,92 mm installate nel muso
- PZL.50 Jastrząb A: prima versione di serie ordinata in trenta esemplari dalla Polska Lotnictwo Wojskove, dotati di propulsore radiale Gnome-Rhone 14Kirs da 870 hp. Armamento su 4 mitragliatrici PWU wz.36 calibro 7,92 mm, di cui due installate nel muso e due nelle ali. Allo scoppio della seconda guerra mondiale i primi cinque esemplari si trovavano in vari stadi di realizzazione, ma causa dello sfavorevole andamento della guerra nessuno di essi fu mai completato[5]. Il primo esemplare era quasi pronto alla data dell'attacco tedesco, il 1º settembre 1939.
- PZL.50 Jastrząb B: seconda versione di serie per la Polska Lotnictwo Wojskove, dotata di propulsore radiale di produzione nazionale PZL Waran da 1 200 hp. Armamento su 2 cannoni alari da 20 mm e 2 mitragliatrici PWU wz.36 calibro 7,92 mm installate nel muso. Nessuno dei 200 esemplari[5]  ordinati venne mai costruito.
- PZL.56 Kania: evoluzione del tipo precedente, con cellula del PZL.50 dotata di propulsore in linea Hispano-Suiza HS.12Y raffreddato a liquido. Nessun esemplare costruito.

## Utilizzatori
Germania
- Luftwaffe

non utilizzò in alcun modo gli esemplari incompleti catturati nello stabilimento delle officine auto PZL in via Czerniakowska, a Varsavia, che furono rapidamente demoliti.
 Polonia
- Siły Powietrzne

## Esemplari attualmente esistenti
Ad oggi non risulta essere sopravvissuto alcun esemplare completo, o parti, del PLZ.50 Jastrząb.

## Cultura di massa
Il caccia PZL.50 Jastrząb è apparso nella serie di fumetti Blackhawk, nel Numero 45 Secret Origins, dell'ottobre 1989. Questa striscia di fumetti, in continuità con la mini-serie originale Blackhawk creata da Howard Chaykin, a parte l'uso del nome Janos Prohaska per il protagonista, è in accordo con la storia della serie originale. L'identificazione del PZL P.50a come i caccia Blackhawk che volarono contro i tedeschi è credibile.

### Periodici
- Jerzy B. Cynk, Jastrząb ujawniony (in polacco), in Skrzydlata Polska, nr. 11/2005,  pp. 55-60.
- Jerzy B. Cynk, PZL P50 Jastrząb (They didn't quite... No. 16) (in inglese), in Air Pictorial Volume 24, No. 12, December 1962.
- Jerzy Gruszczyński, Zdążył Jastrząb nie zdążył (in polacco), in Lotnictwo 12/2005,  pp. 46-53.